# Sommer-Paralympics 2016/Boccia
Bei den Sommer-Paralympics 2016 in Rio de Janeiro wurden in insgesamt sieben Wettbewerben im Boccia Medaillen vergeben. Die Entscheidungen fielen am 12. und 16. September 2016 in der Arena Carioca 2.

## Klassen
Bei den paralympischen Bocciawettbewerben wird zwischen vier Klassen unterschieden:
- BC1: Athleten mit Infantiler Zerebralparese mit motorischen Störungen, die den ganzen Körper betreffen. Spielen den Ball mit Händen oder Füßen. Können durch einen Helfer unterstützt werden.
- BC2: Athleten mit Infantiler Zerebralparese mit motorischen Störungen, die den ganzen Körper betreffen. Spielen den Ball mit den Händen. Keine Unterstützung durch einen Helfer.
- BC3: Athleten mit Infantiler Zerebralparese oder vergleichbaren Krankheiten, die alle vier Gliedmaßen betreffen. Benötigen die Hilfe einer Rampe, um den Ball spielen zu können, wobei auch ein Helfer hinzugezogen werden kann.
- BC4: Athleten, die nicht an Infantiler Zerebralparese leiden, dafür an Krankheiten Muskeldystrophie oder Tetraplegie, alle vier Gliedmaßen sind betroffen. Spielen den Ball mit den Händen, werden nicht durch einen Helfer unterstützt.

## Qualifizierte Teams
| Wettbewerb                                                  | Wettbewerb                                                  | BC1/BC2 Team                                                                      | BC1/BC2 Team | BC3 Doppel                                            | BC3 Doppel | BC4 Doppel                                      | BC4 Doppel |
| Wettbewerb                                                  | Wettbewerb                                                  | Qualifizierte Teams                                                               | Teilnehmer   | Qualifizierte Teams                                   | Teilnehmer | Qualifizierte Teams                             | Teilnehmer |
| ----------------------------------------------------------- | ----------------------------------------------------------- | --------------------------------------------------------------------------------- | ------------ | ----------------------------------------------------- | ---------- | ----------------------------------------------- | ---------- |
| Ausrichter                                                  | Ausrichter                                                  | Brasilien                                                                         | 4            | Brasilien                                             | 3          | Brasilien                                       | 3          |
| BISFED 2015 Boccia Regional Championships                   | Europa London Vereinigtes Königreich                        | Vereinigtes Königreich                                                            | 4            | Belgien                                               | 3          | Slowakei                                        | 3          |
| BISFED 2015 Boccia Regional Championships                   | Asien Hongkong                                              | Thailand                                                                          | 4            | Südkorea                                              | 3          | Volksrepublik China                             | 3          |
| BISFED 2015 Boccia Regional Championships                   | Nord-/Süd-Amerika Montreal Kanada                           | Argentinien                                                                       | 4            | Brasilien 1 Kanada                                    | 3          | Kanada                                          | 3          |
| BISFED 2015 Boccia World Team Rankings 30. April 2016       | BISFED 2015 Boccia World Team Rankings 30. April 2016       | Slowakei Portugal Spanien Japan Volksrepublik China Südkorea Hongkong Niederlande | 32           | Griechenland Portugal Vereinigtes Königreich Singapur | 12         | Hongkong Vereinigtes Königreich Thailand Ungarn | 12         |
| BISFED 2015 Boccia World Individual Rankings 30. April 2016 | BISFED 2015 Boccia World Individual Rankings 30. April 2016 | BC1 Griechenland Norwegen BC2 Israel Mexiko Kanada                                | 5            | Japan Hongkong Tschechien Schweden Australien         | 5          | Südkorea Portugal                               | 2          |
| Athleten gesamt – 108                                       | Athleten gesamt – 108                                       |                                                                                   | 53           |                                                       | 29         |                                                 | 26         |

## Ergebnisse

### Einzel

#### Einzel BC1
| Platz | Land | Sportler      |
| ----- | ---- | ------------- |
| 1     | GBR  | David Smith   |
| 2     | NED  | Daniel Perez  |
| 3     | KOR  | Yoo Won Yeong |

#### Einzel BC2
| Platz | Land | Sportler            |
| ----- | ---- | ------------------- |
| 1     | THA  | Watcharaphon Vongsa |
| 2     | THA  | Worawut Saengampa   |
| 3     | CHN  | Yan Zhiqiang        |

#### Einzel BC3
| Platz | Land | Sportler                |
| ----- | ---- | ----------------------- |
| 1     | KOR  | Jeong Ho Won            |
| 2     | GRC  | Grigorios Polychronidis |
| 3     | POR  | José Carlos Macedo      |

#### Einzel BC4
| Platz | Land | Sportler         |
| ----- | ---- | ---------------- |
| 1     | HKG  | Leung Yuk Wing   |
| 2     | SVK  | Samuel Andrejčík |
| 3     | THA  | Pornchok Larpyen |

### Team

#### Team BC1/BC2
| Platz | Land | Sportler |
| ----- | ---- | -------- |
| 1     | THA  |          |
| 2     | JPN  |          |
| 3     | POR  |          |

### Doppel

#### Doppel BC3
| Platz | Land | Sportler                                              |
| ----- | ---- | ----------------------------------------------------- |
| 1     | BRA  | Antônio Leme Evani Soares da Silva Evelyn de Oliveira |
| 2     | KOR  | Jeong Ho Won Kim Han Soo Choi Ye Jin                  |
| 3     | GRC  | Anna Ntenta Nikolaos Pananos Grigorios Polychronidis  |

#### Doppel BC4
| Platz | Land | Sportler                                              |
| ----- | ---- | ----------------------------------------------------- |
| 1     | SVK  | Samuel Andrejcik Michaela Balcová Róbert Ďurkovič     |
| 2     | BRA  | Dirceo Pinto Eliseu dos Santos Marcelo dos Santos     |
| 3     | THA  | Nuanchan Phonsila Pornchok Larpyen Chaloemphon Tanbut |

## Medaillenspiegel
| Medaillenspiegel Boccia | Medaillenspiegel Boccia | Medaillenspiegel Boccia      | Medaillenspiegel Boccia   | Medaillenspiegel Boccia   | Medaillenspiegel Boccia |
| Platz                   | Land                    | Goldmedaille – Olympiasieger | Silbermedaille – 2. Platz | Bronzemedaille – 3. Platz | Gesamt                  |
| ----------------------- | ----------------------- | ---------------------------- | ------------------------- | ------------------------- | ----------------------- |
| 01                      | Thailand                | 2                            | 1                         | 2                         | 5                       |
| 02                      | Südkorea                | 1                            | 1                         | 1                         | 3                       |
| 03                      | Brasilien               | 1                            | 1                         | –                         | 2                       |
| 03                      | Slowakei                | 1                            | 1                         | –                         | 2                       |
| 05                      | Großbritannien          | 1                            | –                         | –                         | 1                       |
| 05                      | Hongkong                | 1                            | –                         | –                         | 1                       |
| 07                      | Griechenland            | –                            | 1                         | 1                         | 2                       |
| 08                      | Japan                   | –                            | 1                         | –                         | 1                       |
| 08                      | Niederlande             | –                            | 1                         | –                         | 1                       |
| 10                      | Portugal                | –                            | -                         | 2                         | 2                       |
| 11                      | VR China                | –                            | -                         | 1                         | 1                       |